# Sphaerostephanos scandens
Sphaerostephanos scandens är en kärrbräkenväxtart som beskrevs av Holtt. Sphaerostephanos scandens ingår i släktet Sphaerostephanos och familjen Thelypteridaceae. Inga underarter finns listade.